# Перович, Марко (футболист, 2006)
Ма́рко Пе́рович (серб. Марко Перовић; род. 5 марта 2006, Подгорица) — черногорский футболист, атакующий полузащитник клуба «Альмерия».

## Клубная карьера
Перович — воспитанник клуба «Будучност». 6 ноября 2022 года в матче против «Арсенала» из Тивата он дебютировал в чемпионате Черногории. В начале 2024 года Перович на правах аренды перешёл в «Езеро». 24 февраля в матче против «Единства» он дебютировал за новую команду. Летом 2024 года Перович подписал контракт с испанской «Альмерией», где начал выступать за дублирующий состав. 26 ноября в матче «Кордобы» он дебютировал за основной состав в Сегунде.